# Conseil national de la refondation
Ne doit pas être confondu avec Conseil national de la Résistance.
Pour les articles homonymes, voir CNR.
Le Conseil national de la refondation (CNR) est un organisme créé en 2022 par le président de la République française Emmanuel Macron. En septembre 2023, il n'a pas débouché sur des mesures concrètes à l'échelle nationale.

## Historique
Cet organisme doit initialement rassembler les différents acteurs politiques ainsi que des associations et syndicats. Plusieurs organismes, notamment les partis politiques d'opposition et les syndicats à l'exception de la CFDT, la CFTC et l’UNSA, refusent de participer à la première réunion se déroulant à huis clos le 8 septembre 2022 au Centre national du rugby à Marcoussis (Essonne). Ceux-ci craignent que la démarche ne serve à contourner le Parlement ou les syndicats. Ils jugent négativement les précédents du grand débat national ou de la convention citoyenne pour le climat.
Le 1er septembre 2022, Emmanuel Macron nomme un de ses alliés politiques François Bayrou, maire de Pau et haut-commissaire au plan, secrétaire général de l'organisme.
Le 3 octobre 2022, le président Macron annonce le lancement des consultations du CNR en ligne lors d'une déclaration.
En juin 2023, Le Point juge qu'il manque de notoriété et de soutien des ministères, puis note en novembre de la même année qu'il « a fait long feu », faute d'avoir suscité l'enthousiasme espéré. En janvier 2024, L'Opinion estime que le projet « a fait flop ».

## Organisation et méthode
Lors du lancement, le Conseil national de la refondation (CNR) invite les citoyens à se saisir de deux thématiques locales : l'école, et la santé, ainsi que de thématiques nationales[source insuffisante].

## Participation
Les partis d'opposition refusent d'y participer, et plusieurs syndicats, partis, et associations d'élus ou organismes professionnels participant à l'instance indiquent leur scepticisme.
| Assemblées constitutionnelles                        | Représentant                                          |
| ---------------------------------------------------- | ----------------------------------------------------- |
| Assemblée nationale                                  | Yaël Braun-Pivet, présidente de l'Assemblée nationale |
| Conseil économique, social et environnemental (CESE) | Thierry Beaudet, président                            |

| Associations d'élus locaux                      | Représentant                   |
| ----------------------------------------------- | ------------------------------ |
| Association des maires de France (AMF)          | David Lisnard, président       |
| Association des maires ruraux de France (AMRF)  | —                              |
| Intercommunalités de France                     | Sébastien Martin, président    |
| Association des petites villes de France (APVF) | Christophe Bouillon, président |
| Assemblée des départements de France (ADF)      | François Sauvadet, président   |
| Régions de France                               | Carole Delga, présidente       |
| France urbaine                                  | Johanna Rolland, présidente    |

| Partis politiques              | Représentant                       |
| ------------------------------ | ---------------------------------- |
| Horizons (H)                   | Stéphanie Guiraud-Chaumeil, membre |
| La République en marche (LREM) | Stanislas Guerini, délégué général |
| Mouvement démocrate (MoDem)    | François Bayrou, président         |

| Associations syndicales et patronales                              | Représentant                        |
| ------------------------------------------------------------------ | ----------------------------------- |
| Confédération française démocratique du travail (CFDT)             | Laurent Berger, secrétaire général  |
| Confédération française des travailleurs chrétiens (CFTC)          | Cyril Chabanier, président          |
| Confédération des petites et moyennes entreprises (CPME)           | François Asselin, président         |
| Mouvement des entreprises de France (Medef)                        | Geoffroy Roux de Bézieux, président |
| Fédération nationale des syndicats d'exploitants agricoles (FNSEA) | Christiane Lambert, présidente      |
| Union des employeurs de l'économie sociale et solidaire (UDES)     | Hugues Vidor, président             |

| Associations                                       | Représentant                    |
| -------------------------------------------------- | ------------------------------- |
| Mouvement associatif                               | Claire Thoury, présidente       |
| Pacte du pouvoir de vivre                          | Christophe Robert, porte-parole |
| Collectif ALERTE                                   | Noam Leandri, président         |
| France Assos santé                                 | Gérard Raymond, président       |
| Union nationale des associations familiales (Unaf) | Marie-Andrée Blanc, présidente  |
| Mutualité française                                | Éric Chenut, président          |